# Monoliths & Dimensions
Monoliths & Dimensions è il sesto album in studio del gruppo musicale statunitense Sunn O))), pubblicato nel maggio 2009..

## Descrizione
La composizione dell'album ha richiesto oltre due anni di lavoro in studio. Oltre ai membri della band Stephen O'Malley e Greg Andersson, hanno partecipato al disco artisti, perlopiù statunitensi, come Randall Dunn, Eyvind Kang, Oren Ambarchi, Jessika Kenney, Attila Csihar (noto come cantante di Mayhem e Tormentor) e Dylan Carlson (noto come membro-fondatore degli storici Earth).
La copertina rappresenta un'opera dell'artista minimalista Richard Serra.

## Tracce
1. Aghartha 17:34
2. Big Church (Megszentségteleníthetetlenségeskedéseitekért) 09:43
3. Hunting & Gathering (Cydonia) 10:02
4. Alice 16:21